# Iglesia de San Lorenzo (Rialto)
La iglesia de San Lorenzo es un lugar de culto católico situado en la localidad de Vene en el municipio de Rialto, en la provincia de Savona. Es sede de una de las dos parroquias en las que se divide el territorio municipal.

## Historia
Prácticamente no hay información sobre el origen y la época de construcción de la iglesia, ya que los documentos han sido destruidos.

## Descripción
El edificio es de una sola nave, con fachada barroca aligerada por estucos rococó, flanqueada por un campanario del mismo estilo.